# Krwawy poniedziałek w Częstochowie
Krwawy poniedziałek w Częstochowie – liczne egzekucje, tortury, szykany oraz inne naruszenia prawa wojennego, których żołnierze niemieckiego Wehrmachtu dopuścili się w stosunku do cywilnej ludności Częstochowy w dniu 4 września 1939 roku.
3 września 1939 roku oddziały Wehrmachtu nie napotykając żadnego oporu opanowały Częstochowę. Następnego dnia w kilku punktach miasta wybuchły chaotyczne strzelaniny, spowodowane najprawdopodobniej niedoświadczeniem i nerwowością niemieckich rekrutów. Winą za te wypadki Niemcy obarczyli jednak ludność Częstochowy i przystąpili do zakrojonej na szeroką skalę akcji represyjnej, w wyniku której poniosło śmierć od 227 do 500 Polaków i Żydów. Wydarzenia te przeszły do historii miasta jako „krwawy poniedziałek” i stanowiły jedną z najcięższych zbrodni popełnionych przez oddziały Wehrmachtu w trakcie kampanii wrześniowej.

## Preludium
Latem 1939 roku Częstochowa liczyła ok. 138 000 mieszkańców. Miasto leżało w odległości ok. 30 kilometrów od ówczesnej granicy polsko-niemieckiej dlatego w okresie bezpośrednio poprzedzającym wybuch wojny wiele kobiet i dzieci zostało ewakuowanych w głąb kraju. W związku z niepomyślnym przebiegiem bitwy granicznej oddziały polskiej 7 Dywizji Piechoty wycofały się z Częstochowy już 2 września 1939. Wraz z żołnierzami miasto opuściło wówczas tysiące mieszkańców – w tym wielu mężczyzn w wieku poborowym.
Niemieckie dowództwo powierzyło zadanie opanowania Częstochowy oddziałom 42 pułku 46 Dywizji Piechoty. Ze względu na robotniczy charakter miasta Niemcy poważnie obawiali się, iż mogą napotkać na zbrojny opór ludności – organizowany przez komunistów. 42 pułk piechoty otrzymał więc polecenie zorganizowania w Częstochowie  „silnych struktur władzy”. Niemieckie obawy okazały się jednak bezpodstawne. 3 września we wczesnych godzinach porannych oddziały Wehrmachtu wkroczyły do miasta nie napotykając na opór ze strony regularnych bądź nieregularnych formacji polskich. W pierwszych meldunkach odnotowano także, iż „mieszkańcy zachowują spokój”. Około godziny 12:00 sztab 42 pułku piechoty ulokował się w częstochowskim ratuszu natomiast I batalion tej jednostki obsadził najważniejsze punkty w mieście. Około godziny 18:30 pozostałe bataliony 42 pułku wraz ze sztabem opuściły miasto i wznowiły natarcie w kierunku wschodnim. Miejscowy volksdeutsch Paul Bölke został wyznaczony na stanowisko tymczasowego burmistrza Częstochowy.

## Strzelanina w dniu 4 września
Tymczasem 4 września we wczesnych godzinach popołudniowych w dwóch rejonach miasta wybuchły gwałtowne strzelaniny, które w zależności od zeznań świadków trwać miały od kilku minut do godziny. Pierwszy incydent miał miejsce na dziedzińcu Szkoły Rzemieślniczo-Przemysłowej, gdzie kwaterowali żołnierze niemieckiego garnizonu Częstochowy. Druga strzelanina wybuchła przy ul. Strażackiej, gdzie żołnierze niemieckiego 97 pułku piechoty konwojowali kolumnę kilkuset internowanych polskich cywilów (ok. 300-400 osób) – zatrzymanych dzień wcześniej w okolicach Częstochowy. W niemieckich oddziałach wybuchło zamieszanie, przechodzące momentami w panikę. Na skutek wymiany strzałów zginęło ośmiu niemieckich żołnierzy, a kolejnych czternastu odniosło rany. W okolicach ul. Strażackiej zginęła także pewna liczba internowanych polskich cywilów (podawana przez polskich świadków liczba 200 ofiar wydaje się być jednak przesadzona).
W niemieckich raportach za przyczynę strzelaniny uznano atak polskich partyzantów. Podobnie zeznawali również przesłuchiwani po wojnie weterani 42 pułku piechoty. Niemiecka wersja wydarzeń nie znajduje jednak oparcia w faktach. Natychmiast po zakończeniu strzelaniny żołnierze gruntownie przeszukali okoliczne domy, lecz nie udało im się schwytać żadnego Polaka lub Żyda z bronią w ręku. Informacja o rzekomym ataku partyzantów stoi także w sprzeczności z wcześniejszymi meldunkami, mówiącymi o spokojnym zachowaniu mieszkańców miasta. W zeznaniach bądź dziennikach niemieckich weteranów wielokrotnie powtarzało się natomiast stwierdzenie, że w powstałym zamieszaniu trudno było stwierdzić kto i skąd strzela. Jeden z niemieckich świadków wspominał, że „Wszędzie było słychać strzały. Panowało zamieszanie, można niemal powiedzieć, że każdy strzelał do każdego. Strzały padały ze wszystkich stron”. Z kolei obecny wówczas w Częstochowie naczelny lekarz IV Korpusu Armijnego zapisał w swoim dzienniku: „Bezsensowna strzelanina w samym środku miasta. Dowódcy poszczególnych kolumn próbują wstrzymać ogień. Udaje im się to po około półgodzinie. Jedna obserwacja: amunicja smugowa na ścianach domów sprawia wrażenie, jakby strzelano z okien. Uformowani w kolumny żołnierze stają się coraz bardziej podenerwowani” (autor tego zapisku powiadomił także telefonicznie lekarza 46 Dywizji Piechoty, że w jego ocenie incydent w Częstochowie nie był spowodowany napaścią polskich cywilów). W oficjalnym meldunku sporządzonym przez obecnych w mieście funkcjonariuszy Einsatzgruppe II przyznano natomiast, że „nawet jeśli oddziały niemieckie rzeczywiście zostały zaatakowane przez cywilów, pod koniec nie dało się już rozeznać, kto do kogo strzelał”.
Wydarzenia, które miały miejsce w Częstochowie w dniu 4 września 1939 były charakterystyczne dla pierwszych dni kampanii wrześniowej. W owym czasie nie istniał jeszcze w Polsce masowy ruch oporu. W wielu miejscach w strefie przyfrontowej dochodziło natomiast do niekontrolowanej wymiany strzałów, spowodowanej nerwowością i niedoświadczeniem niemieckich rekrutów. Tego typu incydenty podsycały jednak przekonanie żołnierzy Wehrmachtu o istnieniu wszechobecnej partyzantki i „podstępności” miejscowej ludności. Ich rezultatem niemal zawsze były brutalne akcje represyjne przeciw polskim i żydowskim cywilom. Z tego względu niemiecki historyk Jochen Böhler uznał, że strzelanina do której doszło w Częstochowie w dniu 4 września 1939, również była spowodowana niedoświadczeniem i nerwowością niemieckich żołnierzy – spotęgowaną zwłaszcza nieustannymi doniesieniami o „atakach partyzantów” i ostrzeżeniami dowództwa przed rzekomo komunizującą ludnością miasta.

## Przebieg akcji represyjnej
Zaraz po zakończeniu strzelaniny Niemcy przystąpili do brutalnej akcji odwetowej, wymierzonej w polską i żydowską ludność Częstochowy. Żołnierze 42 pułku piechoty wyciągali mieszkańców z domów, a następnie spędzali do punktów zbornych zorganizowanych na pl. Magistrackim, Nowym Rynku oraz na placu przed katedrą. Tam tysiące cywilów zmuszano, aby godzinami leżeli twarzą do ziemi bądź stali z rękoma podniesionymi do góry. Niemieccy żołnierze otrzymali ustne polecenie, aby bezwzględnie strzelać do każdego zatrzymanego, który spróbuje się poruszyć. Mężczyzn separowano od kobiet i dzieci, po czym poddawano gruntownej rewizji. Osoby, przy których odnaleziono chociażby żyletkę, brzytwę lub scyzoryk były odprowadzane na bok i rozstrzeliwane. 
Tego dnia masowe bądź indywidualne egzekucje miały miejsce m.in. na pl. Magistrackim i wewnętrznym dziedzińcu ratusza, na Nowym Rynku, w okolicach kościoła pw. św. Zygmunta, pod fabryką Brassa przy ul. Strażackiej oraz na placu pod katedrą. Wiele osób zamordowano strzałem w tył głowy nad rowem przeciwlotniczym wykopanym na tyłach sąsiadującego z ratuszem budynku wydziału technicznego Zarządu Miejskiego (ekshumowano tam później 48 zwłok). Do mordów doszło także na terenie miejscowego szpitala wojskowego (oznaczonego znakami Czerwonego Krzyża). Ponadto zgromadzona na punktach zbornych ludność była bita, maltretowana i szykanowana. Przy Nowym Rynku żołnierze wymyślili sobie swoistą „rozrywkę”, polegającą na zmuszaniu Żydów do przeskakiwania nad rowem przeciwlotniczym (bito ich przy tym i upokarzano). W akcji represyjnej uczestniczyli także obecni w mieście funkcjonariusze Einsatzgruppe II. W niemieckim raporcie dot. działań tej jednostki zapisano, że 4 września rozstrzelała ona w Częstochowie „dwóch partyzantów na gorącym uczynku”, a dzień później – „jednego snajpera”. Esesmani mieli także zlikwidować „dwóch żydowskich skrytobójców”.
Do godziny 17:00 na samym tylko pl. Magistrackim znalazło się blisko 10 tys. osób. Niemcy zwolnili wówczas część kobiet i dzieci, a mężczyzn zaczęli spędzać do cel więzienia na Zawodziu oraz do kościoła pw. św. Zygmunta. Szybko uległy one przepełnieniu dlatego zatrzymanych zaczęto umieszczać także w gmachu katedry. Niemieccy żołnierze i oficerowie raz po raz wpadali do obu kościołów, strzelając na postrach nad głowami zakładników i grożąc natychmiastową egzekucją w razie jakiegokolwiek „nieposłuszeństwa”. Wewnątrz katedry Niemcy ostrzelali tłum z broni krótkiej, zabijając lub raniąc kolejne ofiary. Obie świątynie uległy profanacji, gdyż trzymana tam przez cały dzień i noc ludność musiała załatwiać potrzeby naturalne wewnątrz kościołów. 
Po zakończeniu akcji represyjnej Niemcy zatrzymali w charakterze zakładników 80 szanowanych obywateli Częstochowy (urzędników, przedstawicieli wolnych zawodów, nauczycieli, przedsiębiorców – w większości pochodzenia żydowskiego). Przez kilka tygodni byli oni przetrzymywani w prymitywnych warunkach na terenie koszar Zawady.

### Liczba ofiar
Liczba ofiar „krwawego poniedziałku” nie została dotąd precyzyjnie ustalona. W raporcie sporządzonym przez dowódcę I batalionu 42 pułku piechoty informowano o rozstrzelaniu 96 mężczyzn i trzech kobiet. Przeczą temu jednak wyniki ekshumacji przeprowadzonej w pierwszych miesiącach 1940 roku na polecenie niemieckiego Stadthauptmanna, Richarda Wendlera. W różnych punktach miasta odnaleziono wówczas 227 ciał – należących do 194 mężczyzn, 25 kobiet i ośmiorga dzieci. Ustalono także, iż w gronie ofiar znajdowało się 205 Polaków oraz 22 Żydów. Udało się zidentyfikować 121 zamordowanych.
Wyniki ekshumacji nie rozstrzygają jednak kwestii liczby ofiar „krwawego poniedziałku”, gdyż nie objęła ona wszystkich miejsc straceń – np. koszar 27 pułku piechoty zajętych na potrzeby Wehrmachtu. Ponadto część ciał została wcześniej zabrana przez rodziny. Z tego względu Szymon Datner przypuszczał, że liczba zamordowanych mogła wynieść ok. 300. Z kolei Jan Pietrzykowski – opierając się na będących w dyspozycji PCK danych o liczbie pochówków przeprowadzonych przez patrole ochotnicze – oceniał, że 4 września 1939 zostało zamordowanych ok. 500 mieszkańców Częstochowy.

## Epilog
2 września 1939 zachodnioeuropejskie media podały informację, iż niemiecka Luftwaffe zbombardowała klasztor na Jasnej Górze. Natychmiast po zajęciu Częstochowy wojskowy komendant miasta, płk Döpping, wezwał na rozmowę przeora Jasnej Góry, od którego zażądał wyjaśnień w tej sprawie – grożąc jednocześnie powieszeniem zakonników w przypadku „nieposłuszeństwa”. 5 września z inicjatywy ministra propagandy Rzeszy, Josepha Goebbelsa, do klasztoru sprowadzono amerykańskiego dziennikarza Louisa P. Lochnera (szefa biura Associated Press w Berlinie), który potwierdził, że klasztor i słynny obraz „Czarnej Madonny” nie doznały żadnego uszczerbku. Lochner nie natrafił natomiast na ślady masakry dokonanej w Częstochowie poprzedniego dnia.
Tymczasem Niemcy kontynuowali represje wobec ludności Częstochowy. 5 września w okolicy lotniska rozstrzelano siedmiu mężczyzn z rodzin Wiewiórów i Bąków. Tego samego dnia rozplakatowano w mieście obwieszczenie Döppinga, które m.in. nakazywało zdanie wszelkiej broni w terminie do 6 września i ogłaszało wprowadzenie godziny policyjnej od godziny 18:00 do 7:00. Osobom nie stosującym się do zarządzenia zagrożono rozstrzelaniem, a tym którzy pojawią się na ulicach o zabronionej porze – zastrzeleniem na miejscu. Z kolei 8 września w domu zakonnym braci szkolnych – gdzie wcześniej zatrzymał się na krótko oddział polskiej kawalerii – Niemcy znaleźli części polskiego umundurowania i dwie brzytwy. Dwóch zakonników, 77-letniego ojca jednego z nich, trzech mężczyzn z rodziny Żerdzińskich (zamieszkującej w sąsiednim domu) oraz dwóch robotników pracujących w domu zakonnym zabrano do koszar Wehrmachtu i niedługo później rozstrzelano w pobliskim lesie. Wreszcie 10 września Niemcy przeprowadzili w Częstochowie zakrojoną na szeroką skalę „akcję oczyszczającą”, w trakcie której zatrzymano setki mężczyzn narodowości polskiej i żydowskiej. Byli oni maltretowani i przetrzymywani w nieludzkich warunkach. Blisko 700 osób wywieziono do „obozów dla jeńców cywilnych”, znajdujących się na terenie Niemiec.
Po zakończeniu wojny w Republice Federalnej Niemiec nie pociągnięto do odpowiedzialności karnej żadnego byłego żołnierza lub oficera Wehrmachtu odpowiedzialnego za zbrodnie popełnione w okresie obowiązywania zarządu wojskowego w okupowanej Polsce